# Distrikt (Habsburgermonarchie)
Ein Distrikt (im Original: District) war eine Verwaltungseinheit im Erzherzogtum Österreich ob der Enns.

## Aufgaben
Die Distrikte unterstanden bis 1848 den Kreisen und übernahmen die Amtsgeschäfte vor Ort. Jeder Distrikt wurde von einem Distrikts-Kommissariat verwaltet, dem ein Distrikts-Kommissär vorstand. Mit seinem Beamtenapparat war er verantwortlich für die Aufrechterhaltung der Ordnung und Sicherheit. Zu seinem Aufgabenkreis zählte weiters auch die Überwachung des Gemeinwesens, die Aufsicht über Bauangelegenheiten, die Feueraufsicht, die Überwachung von Fremden, die Einhaltung der Sitten, die Aufsicht bei Jahrmärkten, die Erteilung von Gewerben, die Schulaufsicht und einiges mehr.

## Geschichte
Nachdem mit den Theresianischen Reformen in den Grenzen den bestehenden Vierteln als unterste Behörde der staatlichen Verwaltung die Kreise errichtet und 1749 die Kreisämter geschaffen wurden, erkannte man bald die Unverwaltbarkeit der viel zu großen Gebietseinheiten, womit im Jahr 1776 Distriktskommissariate als deren Unterbehörden eingerichtet wurden und die Kreisämter zu Mittelbehörden aufstiegen. Die Einteilung in Disktikte existierte bis 1850 und wurde danach durch Amtsbezirke abgelöst.

## Gliederung
Der Hausruckkreis gliederte sich in 31 Distrikte, der Traunkreis in 33 Distrikte, der Mühlkreis in 36 und der Innkreis in 8 Distrikte.
Die 31 Distrikte des Hausruckkreises waren:
Aistersheim, Aschach, Dachsberg, Efferding (Burg), Engelszell, Erlach, Frankenburg, Freyling, Hartheim (in der Burg Efferding verwaltet), Kammer, Kogel, Köppach, Lambach, Mondsee, Parz, Peurbach, Puchheim, Riedau (provisorisch zu Erlach), Roid, Schmieding, Starhemberg, Traun, Vöcklabruck (Stadt), Walchen, Wartenburg, Weidenholz, Wels (Burg), Wels (Stadt), Wilhering, Wolfsegg und Würting.
Die 33 (bzw. 35) Distrikte des Traunkreises waren:
Dietach, Ebersberg, Ebensee, Enns (Stadt), Feyregg, St. Florian, Garsten, Gleink, Gmunden, Großraming, Gschwendt, Hall, Hochhaus, Ischel, Kremsmünster, Leonstein, Losenstein, Losensteinleiten, Ort, Pernstein, Scharnstein, Schlierbach, Seisenburg, Sirning, Spital und Klaus, Steinbach, Steinhaus, Steyr (Stadt), Ternberg, resp. Schloß Steyr, Tillysburg, Weissenberg, Weyer, Wildenstein, Wimsbach und St. Wolfgang.
Die 36 Distrikte des Mühlkreises waren:
Altenhof, Berg, Eschelberg, Götzendorf, Helfenberg, Leonfelden (bis 1822, danach bei Wachsenberg), Lichtenau, Magistrat Linz, Marsbach, Neuhaus, Ottensheim, Peilstein, Pührnstein, Ranaridt, Schlägel, Sprinzenstein, Wachsenberg und Wildberg im Oberen Mühlkreis; im unteren Mühlkreis lagen: Baumgartenberg, Freystadt (Herrschaft), Freystadt (Magistrat), Greinburg und Kreuzen, Harrachsthal, Haus, Klamm, Mauthausen,  Reichenau, Riedeck, Ruttenstein, Schwertberg, Steyreck, Waldenfels, Waldhausen, Weinberg, Windhag und Zellhof.
Die 8 Distrikte des Innkreises waren:
Braunau, Mattighofen, Mauerkirchen, Obernberg, Ried, Schärding, Viechtenstein und Wildshut.
Bis 1825 bestand der Innkreis aus den 18 Distrikten Aspach, Aurolzmünster, Braunau, Hagenau, St. Martin, Mattighofen, Mauerkirchen, Mühlheim, Neuhaus, Obernberg, Reichersberg, Ried (Markt), Ried (Landgericht), Schärding, Schwendt, Suben, Viechtenstein und Wildshut.